# 윤명선 피습 사건
윤명선 피습 사건(尹明善 被襲 事件)은 1946년 2월 21일 저녁 한국 서울특별자유시 중구 황금정(을지로)에서 한국의 풋볼선수이자 만주국 관료였던 윤명선(尹明善), 안익조(安益祚) 등이 강도 홍성우(洪性禹, 별명 꺽쇠), 김필순(金弼淳, 별명 떼부), 유정석(兪政奭, 별명 청수(淸水)), 김지양(金智陽, 땅딸보) 등에게 살해된 사건이다. 이들은 2월 23일 중구 신정의 유곽과 집에서 각각 검거되었다.
이들 강도들은 중구 명치정 일대 환락가를 횡행하며 음식점에서 나오는 손님 또는 취객을 상대로 시비, 협박하고 혹은 싸움을 걸어 금품을 강탈하는 것으로 일을 삼는 자들이었다. 윤명선은 병원으로 옮겨졌으나 곧 사망했다. 윤명선을 살해한 갱단을 검거하기 위해 경무부와 수도경찰청에서 검문 검속을 강화하던 중 송진우 피살 사건의 암살범 3명을 추가로 기소하기도 했다. 1946년 1월 이후 송진우 피살과 반탁 시위의 혼란이 수습되던 중에 벌어진 사건으로 미 군정의 검문검속을 강화하는 계기를 만든다.

## 개요
살해범인 홍성우(당 22세), 김필순, 김필수(金弼壽, 24세) 유정석(당 23세), 김지양(당 23세) 등은 조직폭력배로 홍성우의 별명은 꺽쇠, 김필순의 별명은 떼부, 유정석(또는 자정석(自政奭), 가명)의 별명은 청수, 김지양은 땅딸보 등으로 불리었다. 이들은 1945년 이후 경성부(서울특별자유시로 변경) 일대를 돌며 강도 행각을 벌였다.
1945년 12월 30일 송진우 피살 사건과 12월 31일의 신탁통치 반대 시위로 혼란해졌다가 1946년 2월 사태가 수습된 서울시내의 민심은 윤명선 피습을 계기로 흉흉해졌고, 미군정은 경계 검문을 강화하였다.

## 사건
1946년 2월 21일 서울시 중구 황금정 조선취인소 부근에서 홍성우, 김필순, 자정석, 김지양 등은 그날 밤 윤명선과 친구 안익조가 함께 전기취인소 부근에 도착하자 '술을 먹고 다니는 놈들은 건국의 방해자다' 하고 먼저 안익조를 구타한 후 시계를 강탈하여 도주하였다.
안익조는 윤명선을 남겨두고 시계 강탈범을 추격하였는데, 그 사이에 나머지 강도들은 윤명선을 구타하였다. 윤명선은 심한 구타를 당하여 중구의 병원으로 이송되었지만 뇌진탕으로 사망하였다. 윤명선의 장례식은 2월 25일 상오 10시에 병원에서 발인하였다.

## 범인 검거
서울 제6관구 경찰서는 21일밤에 출동하여 중구 황금정과 명치정 일대를 수색, 환락가를 근거로 수사 탐문하다가 2월 22일밤 중구 일대의 사창가에서 이들 범인들을 검거하였다. 이들은 명치정의 모 카페에서 검거되었다.
2월 22일 이들은 중구에서 행인 약탈을 기도하였고, 당시 6관구 경찰서는 카페 주변에서 범인을 수색하였다. 그런데 경찰서 김교신(金敎信, 가명)이 때마침 술취한 미군 병정들과 시비를 붙어 구타당하는 것을 이들이 목격하게 되었다. 이들 불량배들은 '자기 동포가 미국 군인에게 매맞는 것을 그냥 둘 수 없다.'며 미군 병사를 습격하였다.
이들 불량배들은 미군 병사 한 명을 집단으로 구타하였다. 한편 윤명선의 호상소(장례식장)로 초와 향을 사러 갔던 모 씨가 이를 발견, 곧 제6관구 경찰서로 이 사실을 알렸고, 제6관구 경찰서는 이 보고를 듣고 즉시 사복 경찰관을 파견하였다.
제6관구 경찰서는 이들 불량배들을 미행하여 그들의 소재를 밝힌 다음 2월 23일 새벽 2시경 일제 검거하여 은신처를 찾았다. 2월 23일 이들은 중구 신정(新町)의 유곽과 술집 여급의 집, 그리고 불량배들의 아지트를 급습하여 포박하였다.

## 수사와 구형
홍성우 등은 1946년 3월 9일 강도살인죄로 제6관구 경찰서 유치장에 유치되었다가 곧 수도경찰청으로 송국되었다. 취조는 장택상이 맡았다.
신문 보도에 의하면 이들은 8.15 광복 직후의 혼란을 틈타 강도 행각을 일삼았다. 보도에 의하면 "8.15 해방 직후 매일치기 불량행동을 감행하여 오던 중 근래에는 극도로 생활곤궁에 빠져 소규모의 범죄만으로는 살아갈 수 없다고 보고 대규모로 범죄를 계획하고 제일착으로 가해할 사람을 물색하던 중 그날밤 앞서 윤명선 일행을 만나서 그와 같은 참극을 연출하였던 것인데, 그들은 음식점으로 몰려다니며 좌우간 무전취식은 매일과 같이 하였고 체포될 때까지 강도질로 생계를 이어왔던 것이라 한다."고 보도하였다.
이들은 곧 서울지방법원으로 넘겨졌다. 서울 지방법원에서는 4월까지 3심을 거쳤다.
서울지방법원에서 3회의 사실심리를 하였고 4월 4일 제3호 법정에서 이들에 대한 선고 공판이 내려졌다. 홍성우(꺽쇠)는 징역 20년, 김지양(땅딸보)는 징역 15년형, 김필수(떼부)는 징역 13년형, 유정석(청수)는 징역 10년 등이 각각 구형되었다.
한편 4월 7일의 최종 공판에서 다시 형량이 바뀌었다. 홍성우는 징역 20년형이 구형되었지만 김필수는 징역 5년으로, 김지양은 징역 8년형, 유정석은 3년형으로 감형되었다. 이 사건에 대한 대대적인 수사 과정에서 1945년 12월 30일에 암살된 송진우 암살 사건의 암살범을 추가로 체포 구속시키게 되었다.

## 기타
제6감 경찰서는 이들은 과거의 죄상까지 모두 자백받았다. 이 사건으로 사회에서는 치안을 확보하자는 여론이 거세게 일어났다. 송진우 피살 사건과 신탁통치 반대 운동의 여파가 수습된 한국 각지에 다시 테러 공포증을 불러일으켰고 미군정 경무부와 수도경찰청의 검문검속을 강화시키는 원인을 제공한다.
이 사건은 특히 윤보선, 윤일선과 친분이 있던 신익희의 《자유신문》에서 사건을 대대적으로 중점 보도하였다.

## 같이 보기
| - 옥관빈 - 안공근 피살 사건 - 송진우 피살 사건 - 김규식 암살 미수 사건 - 장덕수 암살 사건 - 김구 암살 사건 - 김영삼 질산테러 사건 - 9.28 사태 - 10.26 사태 - 미군정 | - 정치 테러 - 윤명선 - 송진우 - 장택상 - 윤보선 - 윤일선 - 조병옥 |